# Jaime Castellanos
Jaime Castellanos Borrego (Guecho, País Vasco, España, 1952). Empresario del sector de medios de comunicación. 
Licenciado en Derecho por la Universidad de Deusto. Sus intereses empresariales se centran, en los medios de comunicación, siendo presidente desde 1998 del grupo Recoletos propietario de Expansión, Marca, Telva ... y también es, junto con su hermano, accionista de Vocento). presidente hasta octubre de 2020 de SC Willis España (Correduría del Grupo Willis Towers Watson) y miembro del Consejo de Administración de Casbega, S.A. Además participa en el sector de los seguros y los refrescos. Fue presidente para España del fondo de inversión neoyorquino Lazard.
Está considerado una de las personas más influyentes de España.